# La Bosse, Sarthe
La Bosse är en kommun i departementet Sarthe i regionen Pays de la Loire i nordvästra Frankrike. Kommunen ligger i kantonen Tuffé som tillhör arrondissementet Mamers. År 2022 hade La Bosse 153 invånare.

## Befolkningsutveckling
Antalet invånare i kommunen La Bosse
| Referens: INSEE |